# Мон-д’Астарак
Мон-д’Астара́к (фр. Mont-d'Astarac) — коммуна во Франции, находится в регионе Юг — Пиренеи. Департамент — Жер. Входит в состав кантона Масёб. Округ коммуны — Миранд.
Код INSEE коммуны — 32280.

## География

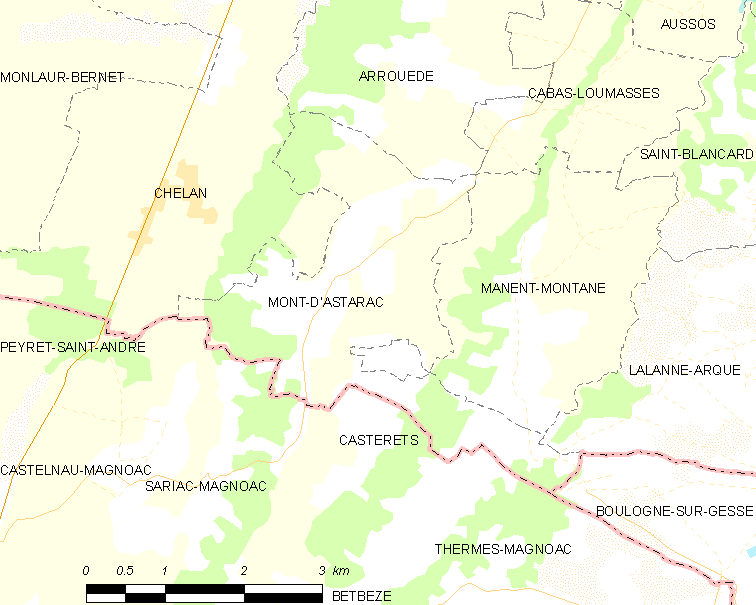
Карта коммуны

Коммуна расположена приблизительно в 630 км к югу от Парижа, в 80 км юго-западнее Тулузы, в 36 км к югу от Оша.

## Климат
Климат умеренно-океанический. Лето жаркое и немного дождливое, температура часто превышает 35 °С. Зимой часто бывает отрицательная температура и ночные заморозки. Годовое количество осадков — 700—900 мм.

## Население
Население коммуны на 2010 год составляло 96 человек.
| 1962 | 1968 | 1975 | 1982 | 1990 | 1999 | 2010 |
| ---- | ---- | ---- | ---- | ---- | ---- | ---- |
| 132  | 122  | 107  | 112  | 112  | 102  | 96   |

## Администрация
| Период | Период | Фамилия          | Партия                  | Примечания |
| ------ | ------ | ---------------- | ----------------------- | ---------- |
| 1984   | 2001   | Жан-Луи Виньо    |                         |            |
| 2001   | 2008   | Даниэль Ларрьё   |                         |            |
| 2008   | 2020   | Франсуаза Казаль | Социалистическая партия |            |

## Экономика
В 2010 году среди 56 человек трудоспособного возраста (15-64 лет) 38 были экономически активными, 18 — неактивными (показатель активности — 67,9 %, в 1999 году было 71,9 %). Из 38 активных жителей работали 37 человек (20 мужчин и 17 женщин), безработным был 1 мужчина. Среди 18 неактивных 1 человек был учеником или студентом, 11 — пенсионерами, 6 были неактивными по другим причинам.

## Достопримечательности
- Замок Сальнёв (XVIII век). Исторический памятник с 1973 года[4]
- Церковь Св. Лаврентия (XV век). Исторический памятник с 1975 года[5]
- Городские ворота (XIV век). Исторический памятник с 1978 года[6]

## Фотогалерея

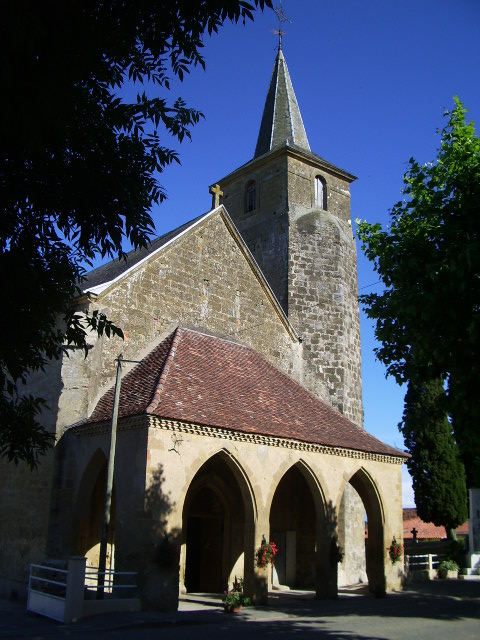
Церковь Св. Лаврентия
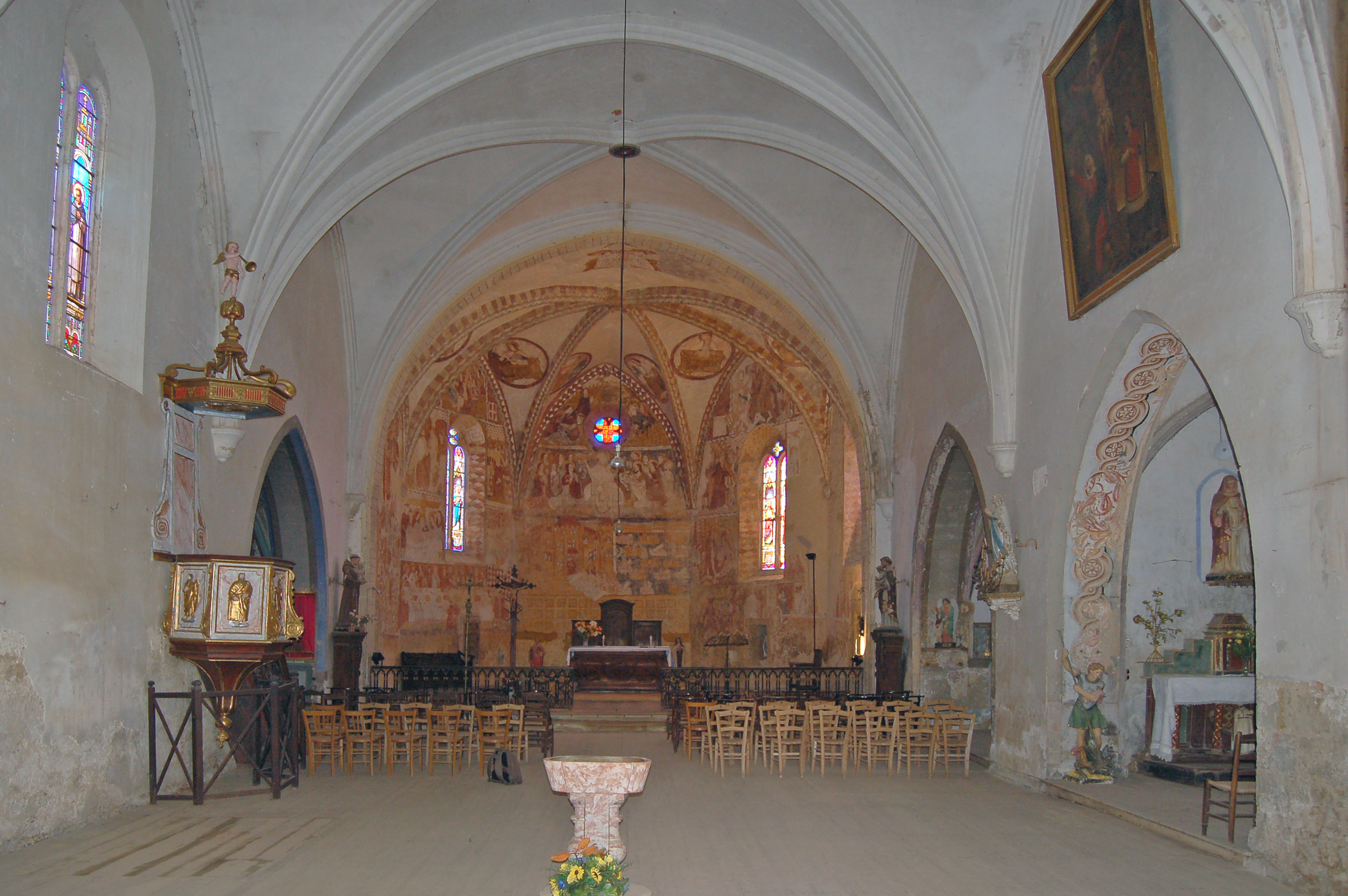
Интерьер церкви Св. Лаврентия
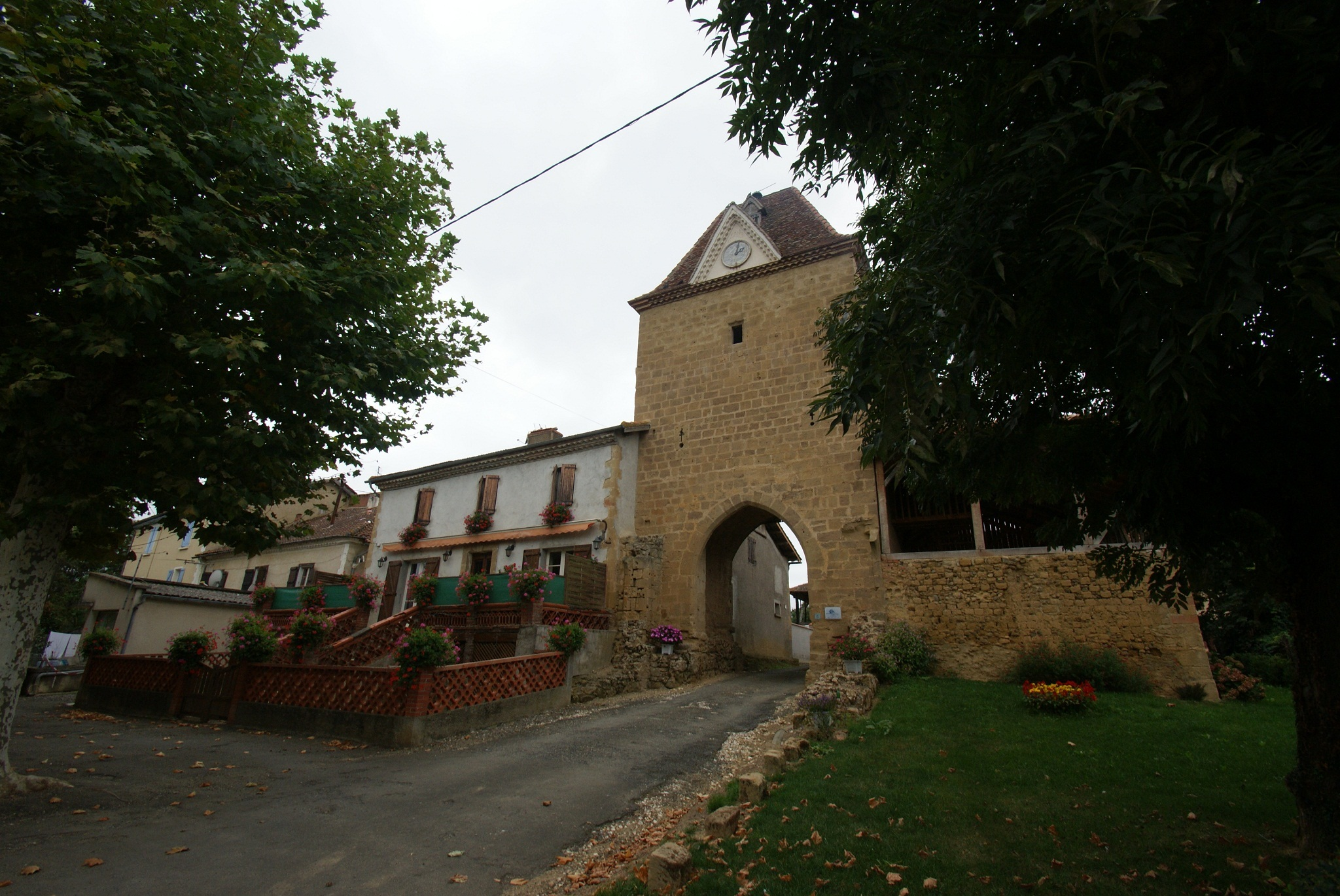
Городские ворота
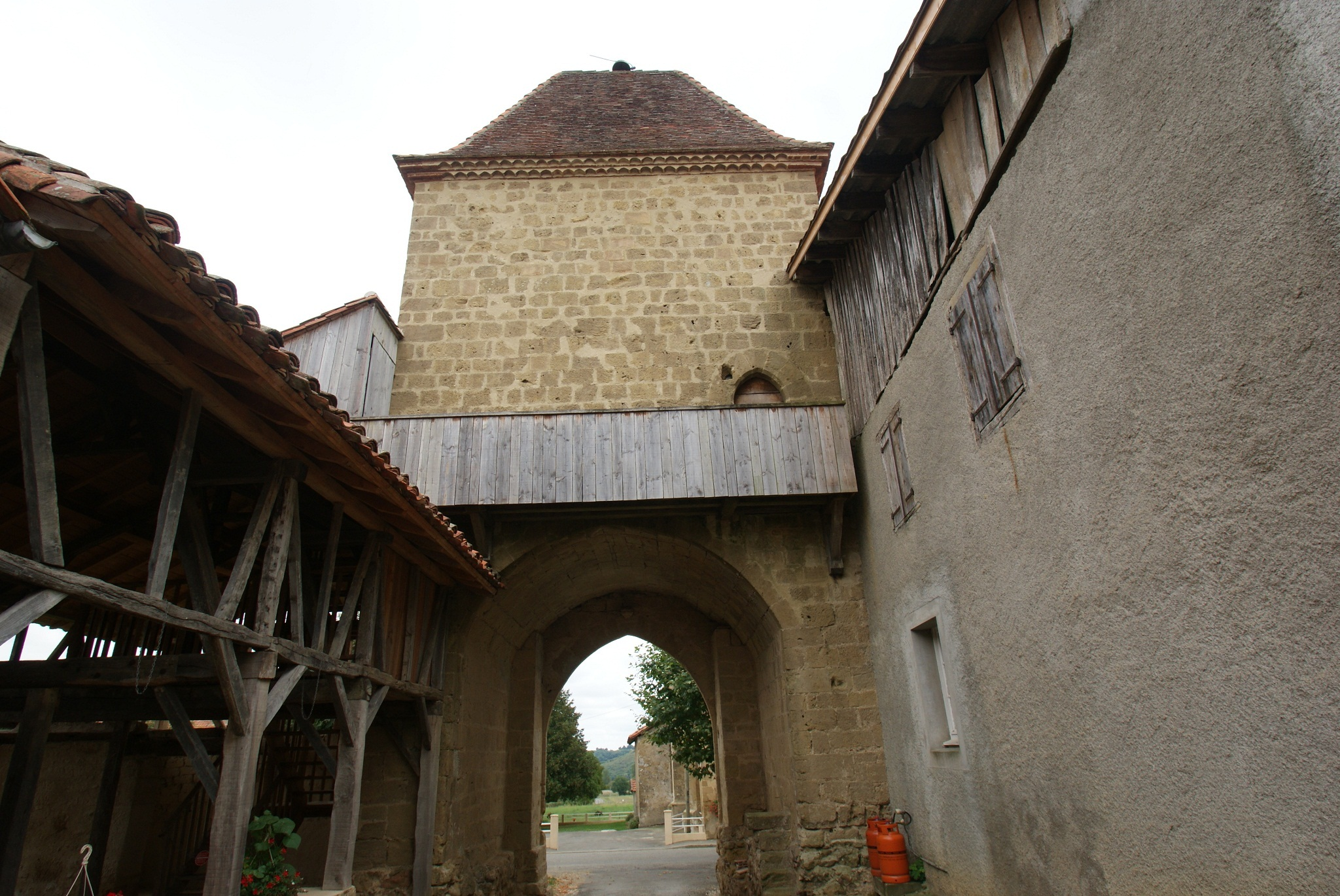
Городские ворота
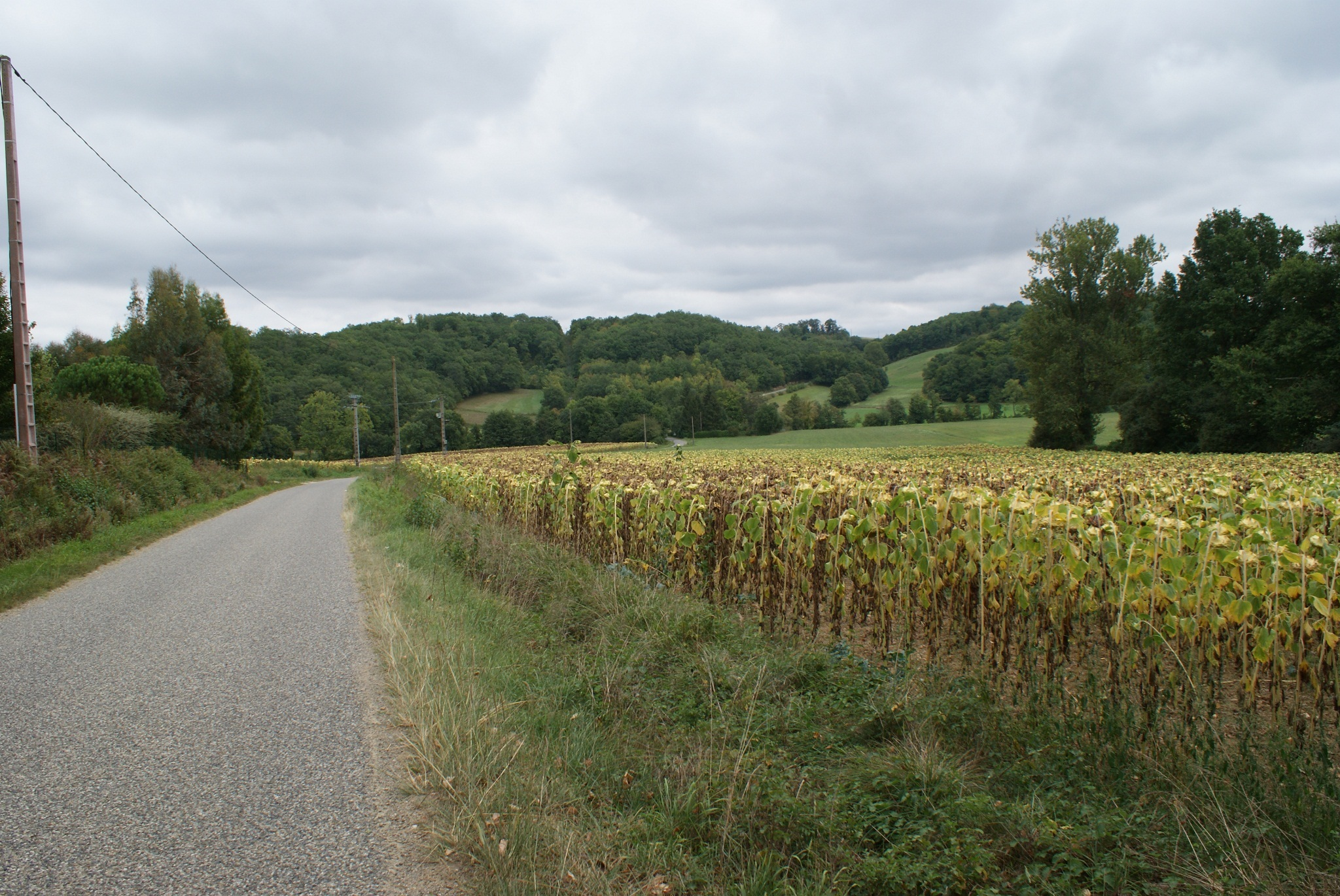
Мон-д’Астарак (дорога D228)